# Beto (ur. 1976)
Beto (wym. [ˈbɛtu]; właśc. Roberto Luís Gaspar de Deus Severo; ur. 3 maja 1976 w Lizbonie) – portugalski piłkarz występujący najczęściej na pozycji środkowego obrońcy.

## Kariera klubowa
Beto zawodową karierę rozpoczynał w 1993 roku w zespole União Lamas, skąd dwa lata później trafił do SC Campomaiorense. W barwach tego zespołu w sezonie 1995/1996 rozegrał osiemnaście spotkań i strzelił jednego gola w rozgrywkach piątej ligi portugalskiej.
W 1996 roku Beto podpisał kontrakt z jednym z najbardziej utytułowanych klubów w kraju – Sportingiem. Portugalski obrońca od razu wywalczył sobie miejsce w podstawowej jedenastce „Lwów” i nie oddał go przez niemal kolejne dziesięć lat, w czasie których reprezentował barwy ekipy z Estádio José Alvalade. Razem ze Sportingiem dwa razy zdobywał mistrzostwo oraz Superpuchar Portugalii, zwyciężył także w rozgrywkach krajowego pucharu. W sezonie 2004/2005 lizboński zespół dotarł do finału Pucharu UEFA, w którym przegrał 1:3 z rosyjskim CSKA Moskwa. Łącznie dla Sportingu Beto rozegrał 241 ligowych pojedynków i zdobył 21 bramek.
Na początku 2006 roku Beto przeniósł się do francuskiego Girondins Bordeaux, które zapłaciło za portugalskiego obrońcę jeden milion euro. W Ligue 1 zawodnik zadebiutował 25 lutego w zremisowanym 3:3 spotkaniu przeciwko FC Metz. Łącznie w sezonie 2006/2007 Beto rozegrał dla Bordeaux cztery ligowe mecze i w letnim okienku transferowym odszedł do beniaminka Primera División – Recreativo Huelva. 3 lipca 2007 roku Roberto Severo podpisał z nim nowy, trzyletni kontrakt. W sezonie 2008/2009 Beto wystąpił tylko w czterech pojedynkach Primera División.
W sierpniu 2009 roku Beto powrócił do Portugalii, gdzie został graczem CF Os Belenenses. Następnie był zawodnikiem hiszpańskiego klubu UD Alzira. W 2011 roku zakończył karierę.

## Kariera reprezentacyjna
W reprezentacji Portugalii Beto zadebiutował w 1997 roku w meczu eliminacyjnym do mistrzostw świata przeciwko Niemcom, chociaż już rok wcześniej był w kadrze na Letnie Igrzyska Olimpijskie w Atlancie. W 2000 roku Beto wystąpił na mistrzostwach Europy, na których Portugalczycy przegrali w półfinale z późniejszymi triumfatorami turnieju – Francuzami.
W 2002 roku Beto dostał powołanie na mistrzostwa świata, na których Portugalczycy nie zdołali nawet wyjść z grupy. Na imprezie tej Roberto Severo zagrał we wszystkich trzech spotkaniach, w tym wygranym 4:0 meczu z Polską. Ostatnią wielką imprezą w karierze reprezentacyjnej Beto było Euro 2004 odbywające się na portugalskich boiskach. Podopieczni Luiza Felipe Scolariego dotarli na nich do finału, w którym przegrali z Grecją 0:1. Łącznie dla drużyny narodowej Beto zagrał w 31 pojedynkach, w których strzelił dwie bramki.

## Odznaczenia
- Oficer Orderu Infanta Henryka – 2004[1]